# Luke Treadaway
Luke Antony Newman Treadaway (* 10. September 1984 in Exeter, Devon) ist ein britischer Theater- und Filmschauspieler.

## Leben und Werdegang
Der 1984 geborene Treadaway wuchs im südenglischen Dorf Sandford auf. Sein Vater ist als Architekt tätig, seine Mutter ist eine Lehrerin.
Sein Zwillingsbruder Harry Treadaway ist ebenfalls als Schauspieler tätig. Ihr Theaterlehrer inspirierte beide, mit dem Schauspiel zu beginnen. Gemeinsam traten sie ab dem Alter von 16 Jahren im National Youth Theatre auf und studierten später an der London Academy of Music and Dramatic Art.
Ihr Filmdebüt gaben die Brüder in Brothers of the Head als siamesische Zwillinge, die als Punkrockband auftreten. Luke widmete sich neben diversen Kurzfilmen und Fernsehproduktionen zunächst verstärkt dem Theater. Unter anderem trat er 2007 in Die heilige Johanna und in War Horse auf. 2009 übernahmen beide Treadaways erneut Rollen als Brüder im Theaterstück Over There unter der Regie von Mark Ravenhill.
2010 war Treadaway im Musikvideo zu For the First Time der irischen Rock-Band The Script zu sehen. Einem größeren Publikum wurde er 2012 durch seine Rolle als kiffender Brewis in der Science-Fiction-Komödie Attack the Block bekannt.
Im Jahr 2012 übernahm er eine Hauptrolle in der Tragikomödie Cheerful Weather for the Wedding, einer Verfilmung des gleichnamigen Romans von Julia Strachey aus dem Jahr 1932. 2016 spielte er in dem Film Bob, der Streuner die Hauptrolle des James Bowen.
Er lebt in London zusammen mit seiner Freundin Ruta Gedmintas.

## Filmografie (Auswahl)
- 2005: Brothers of the Head
- 2006–2007: The Innocence Project (Fernsehserie, 8 Folgen)
- 2007: Clapham Junction (Fernsehfilm)
- 2008: Scratch
- 2008–2009: Mist: Sheepdog Tales (Fernsehserie, 10 Folgen)
- 2009: Dogging: A Love Story
- 2009: Heartless
- 2010: Kampf der Titanen (Clash of the Titans)
- 2010: Whistleblower – In gefährlicher Mission (The Whistleblower)
- 2011: Late Bloomers
- 2011: Rock in the Park (You Instead)
- 2011: Attack the Block
- 2011: Killing Bono
- 2012: Cheerful Weather for the Wedding
- 2012: 13 Steps Down (Fernsehserie, 2 Folgen)
- 2012: Footsoldiers of Berlin – Ihr Wort ist Gesetz (St George’s Day)
- 2012: The Rise
- 2013: Get Lucky
- 2013: Rubicon
- 2014: Unbroken
- 2015–2018: Fortitude (Fernsehserie, 24 Folgen)
- 2016: Bob, der Streuner (A Street Cat Named Bob)
- 2020: Ein Geschenk von Bob (A Gift from Bob)
- 2023: Lockwood & Co. (Fernsehserie)

## Theater
- 2007: Saint Joan (Royal National Theatre)
- 2007: War Horse (Royal National Theatre)
- 2008: Piranha Heights (Philip Ridley, Soho Theatre)
- 2008: Cradle Me (Simon Vinnicombe, Finborough Theatre)
- 2008: War Horse (John Tams, BBC Radio 2)
- 2009: Over There (Mark Ravenhill, Royal Court Theatre)
- 2011: The History of Titus Groan (Radio 4 Drama)
- 2012: The Curious Incident of the Dog in the Night-Time (Royal National Theatre)
- 2017: Who's afraid of Viginia Woolf? (Harold Pinter Theatre)